# Chiniot
Chiniot é uma cidade do Paquistão localizada na província de Punjab.